# Seacontractors BV
Seacontractors BV är ett nederländskt rederi inom offshoreservice och bogsering.
Seacontractors grundades 2004 och är ett företag som utför marin service till bland andra offshreföretag. Det har en flotta på 18 ankarhanterings- och bogserbåtar (Anchor Handling Tug Supply vessels) med ett pollaredrag på upp till 110 ton. Det utför uppdrag över hela världen i sjöar och hav upp till 200 meters djup.